# Municipio de Bradford (Iowa)
El municipio de Bradford (en inglés: Bradford Township) es un municipio ubicado en el condado de Chickasaw en el estado estadounidense de Iowa. En el año 2010 tenía una población de 2167 habitantes y una densidad poblacional de 23,25 personas por km².

## Geografía
El municipio de Bradford se encuentra ubicado en las coordenadas 42°56′37″N 92°29′48″O / 42.94361, -92.49667. Según la Oficina del Censo de los Estados Unidos, el municipio tiene una superficie total de 93.21 km², de la cual 90,86 km² corresponden a tierra firme y (2,52 %) 2,35 km² es agua.

## Demografía
Según el censo de 2010, había 2167 personas residiendo en el municipio de Bradford. La densidad de población era de 23,25 hab./km². De los 2167 habitantes, el municipio de Bradford estaba compuesto por el 98,66 % blancos, el 0,28 % eran afroamericanos, el 0,46 % eran asiáticos, el 0,14 % eran de otras razas y el 0,46 % eran de una mezcla de razas. Del total de la población el 0,6 % eran hispanos o latinos de cualquier raza.